# Nove risposte per nove problemi
Nove risposte per nove problemi (The Nine Wrong Answers) è un romanzo poliziesco scritto da John Dickson Carr, uscito per la prima volta nel 1952 nel Regno Unito, paese in cui lo scrittore statunitense ha soggiornato per lunghi periodi. Pubblicato in prima edizione presso Hamish Hamilton nel 1952, il libro ebbe inizialmente uno scarso successo di vendita perché superava di gran lunga la lunghezza standard ammessa all'epoca per un giallo (consta infatti di 350 pagine). Di conseguenza, su sollecitazione dell'editore, Carr accettò di ridurlo all'incirca del 15%, e da allora tutte le ristampe inglesi e americane in versione tascabile (e anche le due traduzioni italiane) si basano sulla versione ridotta, purtroppo senza specificarlo. L'unica edizione integrale del romanzo è quindi solo quella rilegata del 1952.
Il romanzo è caratterizzato dall'uso, innovativo per l'epoca (ma non per Carr, che se n'era già servito in Lettore, in guardia!, pubblicato nel 1939 con lo pseudonimo di Carter Dickson), delle note a piè di pagina, in cui l'autore indica via via i nove problemi del titolo e offre nove ipotetiche risposte. Sta al lettore capire se gli indizi seminati da Carr siano giusti o sbagliati.

## Trama
L'inglese Bill Dawson, laureato a Cambridge ed ex pilota della RAF, negli Stati Uniti da tre anni in cerca d'avventura, si ritrova senza un soldo a New York. Accetta quindi 10.000 dollari da Laurence Hurst, un noto sportivo incontrato in uno studio legale, per fargli da controfigura in una situazione alquanto spiacevole. Ma poco dopo Hurst muore avvelenato in un bar e nessuno ha visto l'avvelenatore. Bill vola a Londra e si trova con Scotland Yard alle calcagna, costretto allo stesso tempo a dare per proprio conto la caccia all'assassino.

## Edizioni
- John Dickson Carr, Nove risposte per nove problemi, traduzione di Fenisia Giannini, collana Il Giallo Mondadori, Mondadori, 1967.
- John Dickson Carr, Nove risposte per nove problemi, traduzione di A.M. Francavilla, collana I Classici del Giallo Mondadori, Mondadori, 1993.